# Jessamyn Duke
Jessamyn Laurel Duke (* 24. Juni 1986 in Whitesburg, Kentucky) ist eine amerikanische Wrestlerin und ehemalige MMA-Kämpferin. Sie stand zuletzt bei der WWE unter Vertrag.

## Karriere

### Verschiedene MMA-Promotions (2012–2015)
Duke begann ihre Amateurkarriere im Jahr 2010. Sie kämpfte hauptsächlich für Absolute Action MMA und Tuff-N-Uff. Sie erhielt den Amateur-Titel im Federgewicht in beiden Organisationen. Duke gab ihr professionelles Debüt gegen Suzie Montero am 28. Juli 2012, bei Invicta FC 2. Sie gewann durch TKO in der dritten Runde. Über die Zeit als MMA-Kämpferin gewann sie einige Titel und Auszeichnungen. Sie kämpfte unter anderem für die UFC, wo sie nach einer Niederlage 2015 entlassen wurde.

### World Wrestling Entertainment (2018–2021)
Am 7. Mai 2018 gab die WWE bekannt, dass Duke zusammen mit Marina Shafir bei der WWE unterschrieben hat. Am 28. Oktober bei WWE Evolution gab sie ihr WWE-Debüt. Sie griffen in ein Titelmatch ein und halfen Shayna Baszler, den Titel zu gewinnen und schlossen sich ihr danach an. Sie halfen Baszler mehrmals, den Titel zu verteidigen. Am 19. Dezember 2018 feierten Shafir und Duke ihr NXT In-Ring-Debüt und verloren gegen Io Shirai und Dakota Kai. Nach einigen Monaten der Inaktivität kehrte Duke am 17. August 2020 ins WWE TV zurück, wechselte zur Marke Raw und vereinigte sich wieder mit Baszler und Shafir. Am 19. Mai 2021 wurde sie von der WWE entlassen.

## Titel und Auszeichnungen
- Ultimate Fighting Championship
  - The Ultimate Fighter 18 Fight of the Season

- Invicta Fighting Championships
  - Submission of the night

- Absolute Action MMA
  - AAMMA Amateur Featherweight Championship (1×)

- Tuff-N-Uff
  - Tuff-N-Uff Amateur Featherweight Championship (1×)

- World Muay Thai Association
  - WMA Welterweight Championship (1×)

- Pro Wrestling Illustrated
  - Nummer 69 der Top 100 Wrestlerinnen in der PWI der Frauen in 2019

## MMA-Statistik
| Ergebnis   | Profi-Rekord | Gegner             | Datum             | Veranstaltung                       | Methode            | Runde | Zeit |
| ---------- | ------------ | ------------------ | ----------------- | ----------------------------------- | ------------------ | ----- | ---- |
| Sieg       | 1–0          | Suzie Montero      | 28. Juli 2012     | Invicta FC: Baszler vs. McMann      | TKO                | 3     | 2:32 |
| Sieg       | 2–0          | Marciea Allen      | 6. Oktober 2012   | Invicta FC: Penne vs. Sugiyama      | Submission         | 1     | 4:42 |
| No Contest | 2–0          | Miriam Nakamoto    | 5. April 2013     | Invicta FC: Penne vs. Waterson      | -                  | 1     | 2:20 |
| Sieg       | 3–0          | Peggy Morgan       | 30. November 2013 | The Ultimate Fighter 18 Finale      | Unanimous Decision | 3     | 5:00 |
| Niederlage | 3–1          | Bethe Correia      | 26. April 2014    | UFC 172                             | Unanimous Decision | 3     | 5:00 |
| Niederlage | 3–2          | Leslie Smith       | 16. Juli 2014     | UFC Fight Night: Cerrone vs. Miller | TKO                | 1     | 2:24 |
| Niederlage | 3–3          | Elizabeth Phillips | 25. Juli 2015     | UFC on Fox: Dillashaw vs. Barão 2   | Unanimous Decision | 3     | 5:00 |
| Niederlage | 3–4          | Irene Aldana       | 11. März 2016     | Invicta FC 16: Hamasaki vs. Brown   | TKO                | 1     | 3:08 |
| Niederlage | 3–5          | Cindy Dandois      | 29. Juli 2016     | Invicta FC 18: Grasso vs. Esquibel  | Submission         | 1     | 1:33 |